# Ewell
Ewell es una zona suburbana en el municipio de Epsom and Ewell en Surrey, Inglaterra. El mismo posee un centro comercial. Posee las siguientes vecindades: West Ewell, Ewell Court, East Ewell, Ewell Grove, y Ewell Downs. Una localidad rural sobre las laderas de North Downs denominada North Looe, también es una vecindad. Ewell ocupa aproximadamente la mitad noreste del borough con excepción de Stoneleigh.
Limita con el suroeste de Greater London en Cheam y se encuentra dentro de la zona de residencias satelitales de Londres, a unos 19 km del centro de Londres. En Ewell se encuentra la principal vertiente con una laguna asociada que es la naciente del río Hogsmill, un pequeño afluente del río Támesis. El 73% de la población de Ewell se encuentra en el segmento social ABC1

## Historia
El nombre Ewell deriva de la palabra en inglés antiguo æwell, que significa naciente del río o vertiente.
En Ewell se han encontrado restos de la Edad de Bronce y restos romanos que es probable correspondan a un sitio de prácticas religiosas, del cual se han recuperado cerámicas, huesos y otros restos que han sido llevados al British Museum. Ewell se encuentra en una larga hilera de asentamientos sobre vertientes, establecidos a lo largo de las laderas de colinas en una línea entre la tiza de North Downs al sur, y la arcilla de la cuenca de Londres al norte.
Stane street en Chichester es una calzada romana que se desvía un poco en Ewell para pasar por la vertiente. Su sucesora, la ruta A24 conecta Merton con Ewell siguiendo un trazado paralelo al camino romano, y se aleja de Ewell con un by-pass que la conecta con Epsom.
Ewell es mencionada en el Domesday Book de 1086 como Etwelle. Era propiedad de Guillermo el Conquistador. Producía £25 por año para sus señores, era propiedad de Osbert de Ow y dependía de su señorío. En el siglo XIII, se registra por primera vez la notación actual de Ewell, en el Testa de Nevill.
El rey Enrique VIII en 1538 mandó construir aquí el Palacio Nonsuch sobre el borde de Cheam, considerado uno de sus mayores proyectos edilicios. La propiedad que en la actualidad es un parque público, era uno de sus cotos de caza favoritos, si bien el palacio ha desaparecido por completo ya que fue destruido en el siglo XVII y reemplazado con una mansión del siglo XVIII.
En 1618 se le concedió a Henry Lloyd, señor del manor, una licencia para que Ewell pudiera tener mercado. Por debajo de Ewell existen algunos túneles que se remontan a la Revolución inglesa. El mercado dejó de operar a comienzos del siglo XIX.
Samuel Pepys visitó Ewell en numerosas ocasiones durante el siglo XVII y la zona es mencionada varias veces en su diario, donde la escribe Yowell.
En 1801 se privatizan 286 ha de tierras comunales en el este y 200 ha de tierra infertil. En 1811 se creó una Escuela Nacional.  Thomas Calverley construye el edificio de departamentos denominado Castillo Ewell en 1814 imitando un estilo de castillo y le proveyó apoyo financiero a la escuela.